# 安堵町
安堵町（あんどちょう）は、奈良県生駒郡の町。面積は4.31平方キロメートル（東京ドーム約100個分に相当する）で、大阪府泉北郡忠岡町、奈良県磯城郡三宅町に次いで全国で3番目に小さい町である。

## 地理
大和盆地中央部に位置し、田園地帯が広がる。町西側には富雄川、南側には大和川が流れる。隣接する大和郡山市や川西町とともに、西名阪自動車道沿道付近を中心として工場や倉庫が点在する。

## 歴史
古代の大和国平群郡飽波郷（あくなみ）の地である。

### 沿革
- 1889年（明治22年）4月1日 – 町村制の施行により、平群郡東安堵村、西安堵村、笠目村、窪田村、岡崎村の区域をもって安堵村（あんどむら）が発足。
- 1897年（明治30年）4月1日 – 平群郡安堵村の所属郡が生駒郡に変更。
- 1986年（昭和61年）4月1日 – 安堵村が町制施行して安堵町となる。

### 町域の変遷
| 明治22年 | 明治29年 | 昭和61年 | 現在   |
| -------- | -------- | -------- | ------ |
| 奈良県   |          |          |        |
| 平群郡   | 生駒郡   | 生駒郡   | 生駒郡 |
| 安堵村   | 安堵村   | 安堵町   | 安堵町 |

## 経済

### 企業
- イシメン
- 小川精機（奈良工場）

模型用エンジンのメーカーで、かつてライブスチーム（模型蒸気機関車）の製造を手掛けていたが、2021年3月末を以てライブスチームの販売を終了する旨を発表した。
- 住江織物
- 山崎実業

### 農業協同組合（JAならけん）
- 安堵支店（東安堵） - JAバンクATMも設置。

### 日本郵政グループ
（※2014年6月現在）
- 日本郵便株式会社
  - 安堵郵便局（東安堵） - ゆうちょ銀行ATMのホリデーサービス実施局。

※安堵町全域の郵便番号は「639-10xx」「639-11xx」（大和郡山市と同じ）で、集配業務は大和郡山郵便局（大和郡山市杉町）が担当している。

## 行政

### 議会
定数:9

## 地域

### 人口
| |                                        |  |
| 安堵町と全国の年齢別人口分布（2005年） | 安堵町の年齢・男女別人口分布（2005年） |  |
| ■紫色 ― 安堵町 ■緑色 ― 日本全国 | ■青色 ― 男性 ■赤色 ― 女性              |  |
| 安堵町（に相当する地域）の人口の推移 \| 1970年（昭和45年） \| 5,321人 \| \| \| 1975年（昭和50年） \| 5,774人 \| \| \| 1980年（昭和55年） \| 6,459人 \| \| \| 1985年（昭和60年） \| 7,003人 \| \| \| 1990年（平成2年） \| 8,728人 \| \| \| 1995年（平成7年） \| 8,941人 \| \| \| 2000年（平成12年） \| 8,539人 \| \| \| 2005年（平成17年） \| 8,257人 \| \| \| 2010年（平成22年） \| 7,929人 \| \| \| 2015年（平成27年） \| 7,443人 \| \| \| 2020年（令和2年） \| 7,225人 \| \| |                                        |  |
| 総務省統計局 国勢調査より |                                        |  |
| 1970年（昭和45年） | 5,321人                                |  |
| 1975年（昭和50年） | 5,774人                                |  |
| 1980年（昭和55年） | 6,459人                                |  |
| 1985年（昭和60年） | 7,003人                                |  |
| 1990年（平成2年） | 8,728人                                |  |
| 1995年（平成7年） | 8,941人                                |  |
| 2000年（平成12年） | 8,539人                                |  |
| 2005年（平成17年） | 8,257人                                |  |
| 2010年（平成22年） | 7,929人                                |  |
| 2015年（平成27年） | 7,443人                                |  |
| 2020年（令和2年） | 7,225人                                |  |

奈良県統計

- 2007年10月1日現在 :　8,076人
- 人口増加率（2002年→2007年） : -4.4%

### 町の施設
- 安堵中央公園体育館
- 総合センターひびき
- トーク安堵カルチャーセンター
- 安堵町福祉保健センター
- 安堵町図書室
- 安堵町歴史民俗資料館

### 教育

#### 中学校
- 安堵町立安堵中学校（窪田）

#### 小学校
- 安堵町立安堵小学校（東安堵）

## 交通
町内にて利用できる公共交通は奈良交通の路線バスのみである。

### 鉄道
- 西日本旅客鉄道（JR西日本）関西本線（大和路線）が町内を通っているが、駅は無い。町内の大部分の最寄駅は法隆寺駅（斑鳩町）だが、北東部の最寄り駅は大和小泉駅（大和郡山市）である。また用途に合わせ天理、橿原方面へは近鉄平端駅、筒井駅（大和郡山市）を利用している。
  - なお、当町への路線バスが発着する駅は法隆寺駅もしくは平端駅である。
- かつては町内を近畿日本鉄道法隆寺線が横断しており、大和安堵駅があったが、1952年4月1日に廃止されている。
- かつては駅ではないが町内に安堵信号所があった。

### バス
- 奈良交通 - 法隆寺駅発着、かしの木台、安堵町役場経由の循環路線を運行する。
- 安堵町コミュニティバス - 法隆寺駅発着で町内各地および平端駅を経由する循環路線を運行する。

このほか、当町西部では河合町巡回ワゴン「すな丸号」北ルートの御幸橋停留所が利用可能な地域があり、近鉄田原本線大輪田駅や佐味田川駅へ向かうことができる。

### 道路
- 西名阪自動車道
  - （北葛城郡河合町） - (4-1)大和まほろばスマートIC - （大和郡山市）

## 名所・旧跡・観光スポット・祭事・催事
- 富本憲吉記念館
- 安堵町歴史民俗資料館
- 中家住宅（国の重要文化財）
- 極楽寺（広島大仏）

## 出身有名人
- 富本憲吉（陶芸家）
- 今村荒男（医学者）
- 今村勤三（衆議院議員、奈良県会議長、大地主）[4]
- 岡田太平治（貴族院多額納税者議員、奈良県会議員、大地主）[5]

## 選挙区割り
- 衆議院議員選挙の選挙区は「奈良県第2区」、奈良県議会議員選挙の選挙区は「生駒郡選挙区」（定数：3）となっている[6]。